# Bucculatrix bechsteinella
Bucculatrix bechsteinella — вид лускокрилих комах родини кривовусих крихіток-молей (Bucculatricidae).

## Поширення
Вид поширений на більшій частині Європи, за винятком Греції та Болгарії.

## Опис
Розмах крил 7-9 мм.

## Спосіб життя
Метелики літають з середини травня до середини серпня. Кормовими рослинами гусениць є ірга, хеномелес, глід, айва, яблуня, мушмула, слива, терен, груша, горобина, берека тощо. Гусениці раннього віку мінують листя. Міна має вигляд зігнутої шахти, центральной коридор якої заповнений коричневими відходами життє діяльності. Гусениці старшого віку їдять листя ззовні. Личинки трапляються з червня по серпень. Вони зеленувато-жовтого забарвлення з темною головою. Заляльковується на детриті у білому, ребристому коконі.